# Theunissen
Theunissen este un oraș din Africa de Sud.